# Carroll (Iowa)
Carroll è un comune degli Stati Uniti d'America, situato in Iowa, nella contea di Carroll, della quale è anche il capoluogo.